# Dame-Marie (Haiti)
Dame-Marie este o comună din arondismentul Anse d'Hainault, departamentul Grand'Anse, Haiti, cu o suprafață de 102,16 km2 și o populație de 35.237 locuitori (2009).